# Altensteinia
Altensteinia – rodzaj roślin z rodziny storczykowatych (Orchidaceae). Należy do niego 7 gatunków naziemnych. Łodyga jest prosta i pojedyncza, okryta pochwami liściowymi. Liście skupione w rozecie przyziemnej, czasem pędy bezlistne. Kwiatostan z dużą liczbą kwiatów. Rośliny te najczęściej rosną na kamienistych zboczach na wysokościach około 1800–4300 m w Andach w Wenezueli, Boliwii, Kolumbii, Ekwadorze oraz Peru.

## Systematyka
Rodzaj sklasyfikowany do podplemienia Cranichidinae w plemieniu Cranichideae, podrodzina storczykowe (Orchidoideae), rodzina storczykowate (Orchidaceae), rząd szparagowce (Asparagales) w obrębie roślin jednoliściennych.
Wykaz gatunków
- Altensteinia boliviensis Rolfe ex Rusby
- Altensteinia citrina Garay
- Altensteinia cundinamarcae S.Nowak, Szlach. & Mytnik
- Altensteinia elliptica C.Schweinf.
- Altensteinia fimbriata Kunth
- Altensteinia longispicata C.Schweinf.
- Altensteinia marginata Rchb.f.
- Altensteinia virescens Lindl.